# استانیچنویه
استانیچنویه (انگلیسی: Stanichnoye) یک شهرک در بخش آلکسیفسکی استان بلگورود کشور روسیه است.